# Scleropactes pilosus
Scleropactes pilosus là một loài chân đều trong họ Scleropactidae. Loài này được Vandel miêu tả khoa học năm 1968.